# Mykel Shannon Jenkins
Mykel Shannon Jenkins (* 3. Juli 1969 in Biloxi, Mississippi, Vereinigte Staaten) ist ein amerikanischer Schauspieler. Er wurde als Gewinner der 1. Staffel der auf SOAPnet laufenden Reality Show I Wanna Be a Soap Star bekannt.

## Karriere
Als Sieger der Castingshow I Wanna Be a Soap Star erhielt Jenkins einen Vertrag für die Fernsehserie General Hospital, der über eine Laufzeit von 13 Wochen abgeschlossen wurde. Dort verkörperte er den Polizisten Officer Byron Murphy. Bei Auslaufen des Vertrages starb die von Jenkins verkörperte Figur, den Serientod durch Erschießen. Ihren letzten Auftritt hatte sie am 22. Juli 2005.
Jenkins debütierte am 21. November 2007 in der Seifenoper Reich und Schön, in der er wiederum einen Polizisten, Detective Charlie Baker, spielt. Hierfür wurde er 2008 für den Image Award als Bester Darsteller in einer Seifenoper nominiert.
2010 stellte er im Direct-to-Video-Martial-Arts-Film Undisputed III: Redemption an der Seite von Scott Adkins den amerikanischen Kämpfer Turbo dar. Hierfür erhielt er 2010 den Action on Film Award in der Kategorie männlicher Actiondarsteller des Jahres.

## Privatleben
Jenkins wuchs in New Orleans, Louisiana, auf und verfügt über einen Bachelorabschluss der Loyola University in New Orleans. Er ist mit Tracy Villemarette verheiratet, mit der er zwei Kinder: einen Sohn und eine Tochter, hat und lebt in der Greater Los Angeles Area.

## Filmografie (Auswahl)
- 1999: Doppelmord (Double Jeopardy)
- 2000: Baller Blockin'
- 2003: Employee Dang (Kurzfilm)
- 2003: I’m with Her (Fernsehserie, Folge 1x05 The Weekend Away)
- 2004: Jordan Superstar (Stuck In The Suburbs, Fernsehfilm)
- 2004: Mr. 3000 – Die letzte Chance (Mr. 3000)
- 2004: Gang Warz
- 2004: I Wanna Be a Soap Star
- 2004: Dr. Vegas (Fernsehserie, Folge 1x02 Advantage Play)
- 2004: Medical Investigation (Fernsehserie, Folge 1x10 Der Preis der Schönheit)
- 2004–2005: General Hospital (Fernsehserie)
- 2005: Charmed – Zauberhafte Hexen (Charmed, Fernsehserie, zwei Folgen)
- 2006: Help Me Help You (Fernsehserie, zwei Folgen)
- 2006: Im Fadenkreuz II – Achse des Bösen (Behind Enemy Lines II: Axis of Evil)
- 2006: Family Curse
- 2006: In Justice (Fernsehserie, Folge 1x12 Side Man)
- 2006: CSI: Miami (Fernsehserie, Folge 5x14 Einer von uns (1))
- 2007: CSI: Vegas (CSI: Crime Scene Investigation, Fernsehserie, Folge 7x18 Ihr letzter Tanz)
- 2007: Positive
- 2007: Saving Grace (Fernsehserie, Folge 1x08 Everything’s Got a Shelf Life)
- 2007: Glück im Spiel (Lucky You)
- 2007: Ugly Betty (Fernsehserie, zwei Folgen)
- 2007–2012: Reich und Schön (The Bold And The Beautiful, Fernsehserie, 32 Folgen)
- 2009: My Homework Ate My Dog
- 2009: Fire Cell (Kurzfilm)
- 2009: CSI: NY (Fernsehserie, Folge 5x14 Mädchenhandel)
- 2009: Bloody Serial Killer (Drifter: Henry Lee Lucas)
- 2009: Blue Midnight (Kurzfilm)
- 2010: Undisputed III: Redemption
- 2010: The Good Guys (Fernsehserie, Folge 1x06 Small Rooms)
- 2010: Louis
- 2011: The Chicago 8
- 2012: What Goes Around Comes Around
- 2013–2014: Anonymous (Fernsehserie, 30 Folgen)
- 2013: Hollywood Chaos
- 2013: Zwei vom alten Schlag (Grudge Match)
- 2014: Hit the Floor (Fernsehserie, Folge 2x07 Isolation)
- 2014: The Gods
- 2015: Halcyon
- 2015: Navy CIS: L.A. (NCIS: Los Angeles, Fernsehserie, Folge 6x18 Fighting Shadows)
- 2015: Neron
- 2016–2017: Containment – Eine Stadt hofft auf Rettung (Containment, Fernsehserie)
- 2016: The Masked Saint
- 2016: The Last Heist
- 2017: Genauso anders wie ich (Same Kind of Different as Me)
- 2017: Teleios
- 2017–2019 The Rich & the Ruthless (Fernsehserie)
- 2020 The Paper Tigers